# Gerd H. Padel
Gerd Hellmut Padel (* 3. Oktober 1921 in Zürich; † 7. Januar 2010 in Zollikerberg) war ein Schweizer Journalist.

## Leben
Padel studierte Sprachen und Geschichte und war bereits während des Studiums als freier Journalist tätig. Er promovierte 1951 an der Universität Zürich über «Die politische Presse der deutschen Schweiz und der Aufstieg des Dritten Reiches 1933–1939». Padel arbeitete von 1956 bis 1978 bei der Schweizerischen Radio- und Fernsehgesellschaft (SRG), zunächst als Direktor von Schweizer Radio International. Ab 1965 war er Direktor des Radiostudios Zürich und ab 1972 Direktor von Schweizer Radio DRS. Von 1974 bis 1978 war er der erste Regionaldirektor für Radio und Fernsehen der deutschen und rätoromanischen Schweiz. Von 1978 bis 1983 war er Chefredaktor der 1977 fusionierten Basler Zeitung.